# Illyrischer Helm (Olympia B 5316)

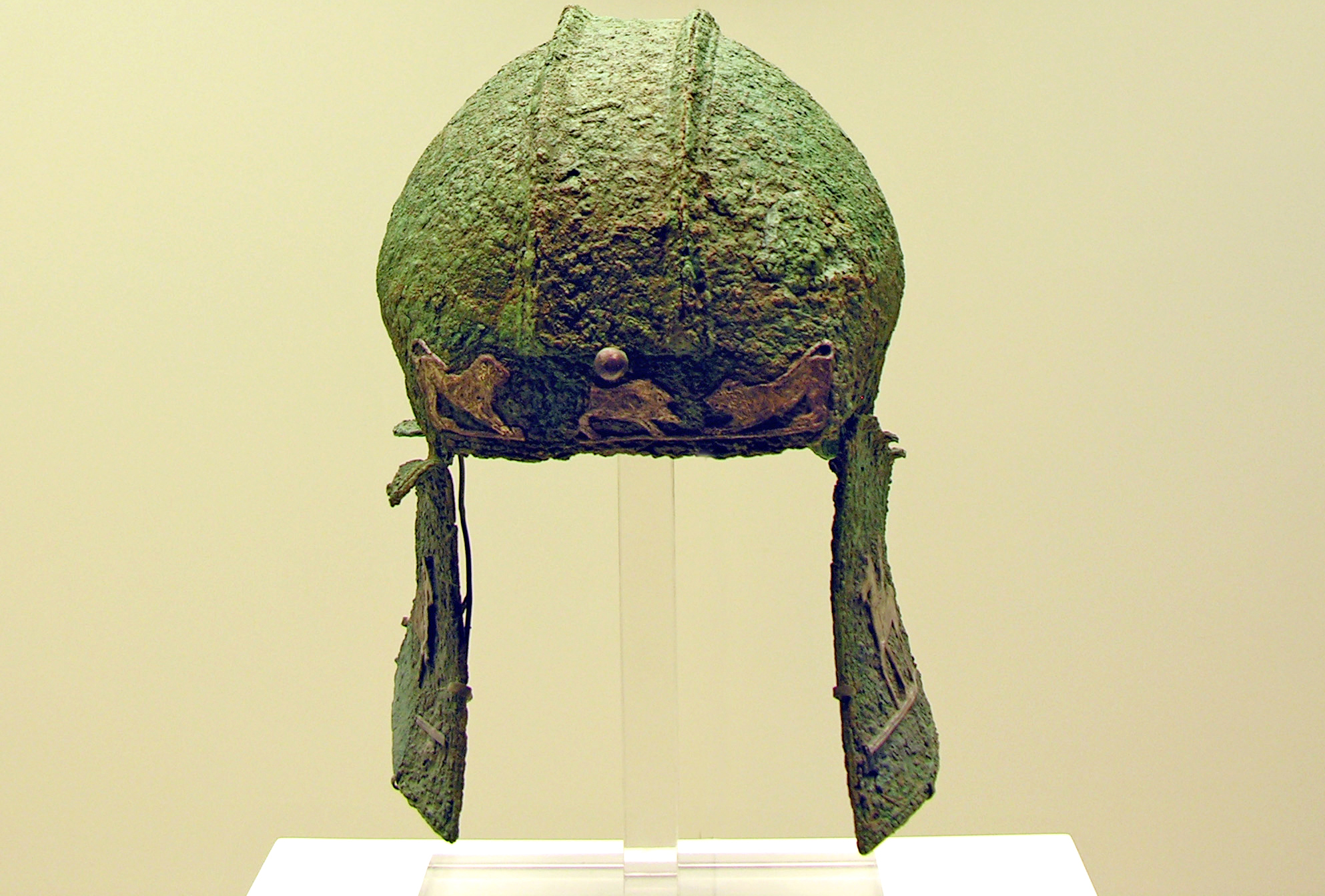
Illyrischer Helm

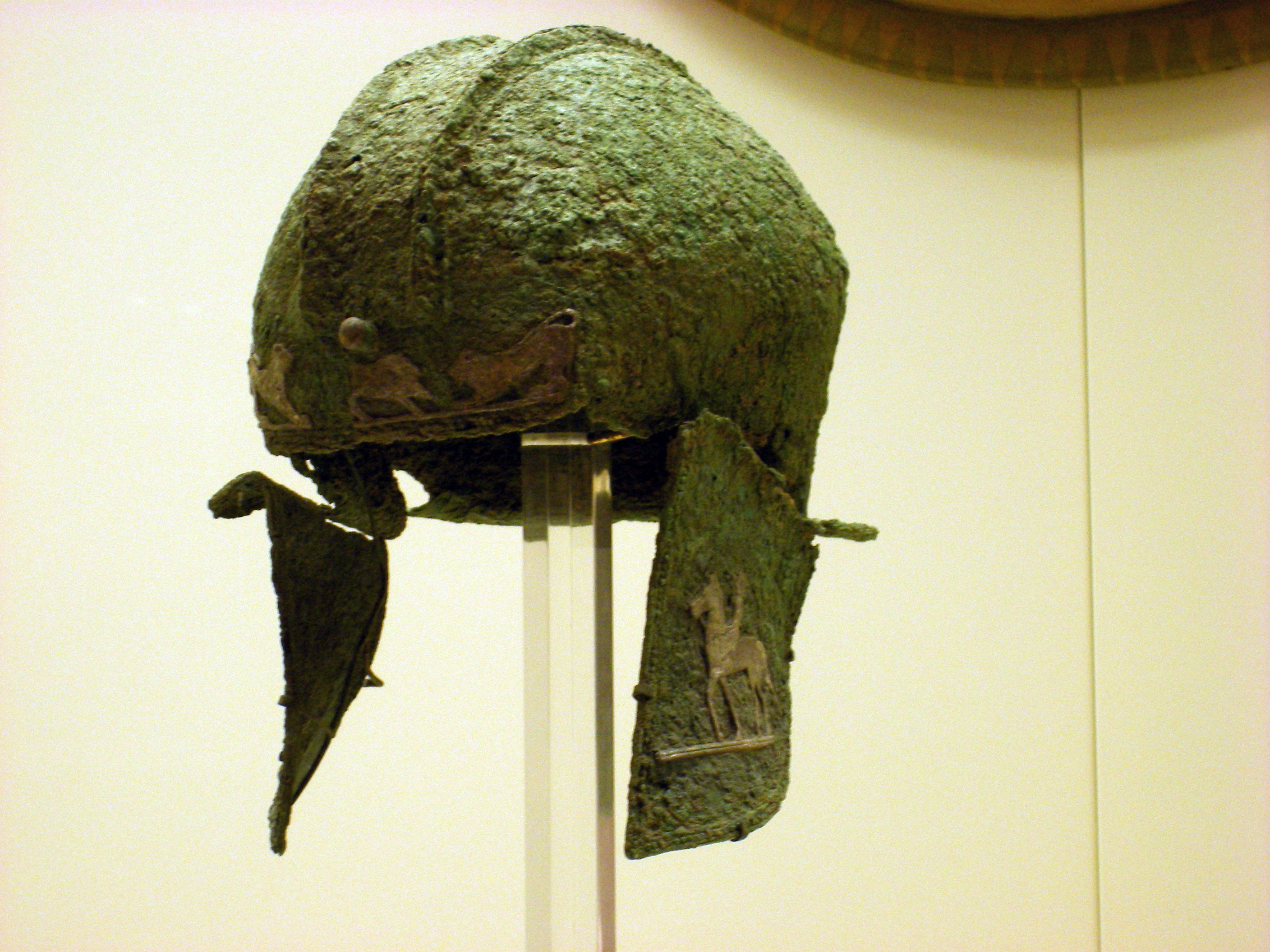
Ansicht im Halbprofil

Der Illyrische Helm wurde bei Ausgrabungen in Olympia gefunden und befindet sich unter der Inventarnummer B 5316 im Archäologischen Museum Olympia. Die sogenannten „Illyrischen“ Helme wurden bis ins 5. vorchristliche Jahrhundert vor allem im Gebiet des nördlichen Balkan getragen, mit einer geschätzten Entstehungszeit um das späte 6. oder frühe 5. Jahrhundert v. Chr. handelt es sich bei diesem Fund um ein vergleichsweise spätes Exemplar.
Der bronzene Helm wurde 1963 bei Ausgrabungen in einem Brunnen auf dem Gelände südöstlich des Peristyls des Nerohauses gefunden, seine Höhe beträgt etwa 26,5 cm, die Tiefe 22 cm, die Breite der Bahn für den Helmbusch beträgt 3,8 cm. Er hat am Rand eine umlaufende Borte aus kugelköpfigen Schmucknägeln aus Bronze. Der Helm ist bis auf den unteren Teil der rechten Wangenklappe im Wesentlichen vollständig im Original erhalten, jedoch stark beschädigt. Die Seiten sind eingedrückt, der Nackenrand ausgebrochen, die Wangenklappen sind abgebrochen und die Bronze ist korrodiert. Obwohl auch die figürlichen Auflagen aus dünnem Silberblech nicht vollständig erhalten sind und das Silber stellenweise starke Korrosionsschäden aufweist, handelt es sich um vergleichsweise gut erhaltene Auflagen. Bei den meisten erhaltenen Helmen dieses Typs sind diese entweder nicht mehr oder nur stark fragmentiert erhalten.
Die Silberauflagen befinden sich an der Stirnseite und auf den Wangenklappen des Helms. Auf den Wangenklappen ist jeweils ein Reiter auf einer doppelten Grundlinie abgebildet, wobei vom Reiter auf der rechten Seite nur Reste erhalten sind. Ihre Darstellung entspricht anderen Reiterbildern aus der Archaik, was wesentlich zur Datierung des Helms beitrug. Die Auflage der Stirn zeigt eine Tierkampfgruppe mit einem Eber in der Mitte und zwei sprungbereiten Löwen davor und dahinter. Die Tiere befinden sich auf einer gemeinsamen Grundlinie, was trotz ihres relativ weiten Abstands zueinander und ihrer unterschiedlichen Körperhaltungen zum Eindruck einer geschlossenen Gruppe beiträgt. Die Auflagen wurden entweder mit organischem Material verklebt oder mit Lot am Helm befestigt. Vermutlich sollte das Motiv die Kampfbereitschaft des Helmträgers verdeutlichen.
Der Helm gelangte, wie andere Waffengaben auch, als Votivgabe nach Olympia, möglicherweise stand er in Zusammenhang mit dem auf Waffengänge ausgerichtete Orakeldienst im olympischen Orakel. Da diese Helme vermutlich in ganz Griechenland hergestellt wurden, lassen sich für dieses Einzelstück keine Herkunftsangaben machen.